# اودا نوبومیتسو
اودا نوبومیتسو (به ژاپنی: 織田信光) (تولد ۱۵۱۶، مرگ هفتم ژانویه ۱۵۵۶) یک سامورایی در دوره سنگوکو فرزند اودا نوبوسادا (پدربزرگ نوبوناگا) و برادر کوچکتر اودا نوبوهیده صاحب قلعه فوروواتاری در ولایت اُواری بود. وی از نظر مهارت نظامی ورزیده بود و در نبرد آزوکیزاکا (۱۵۴۲) در سپاه برادرش نوبوهیده شرکت داشت. وی پس از مرگ برادرش به پسربرادرش اودا نوبوناگا در نبرد کایاتزو و نبرد استحکامات موراکی و دیگر نبردها یاری رساند. 
وی در ۱۹ آوریل ۱۵۵۵ به اودا نوبوتومو مالک قلعه کیوسو که دشمن نوبوناگا بود، طوری وانمود کرد که قصد همکاری با او را دارد و با همراهانش به قلعه وارد شد اما روز بعد نوبوتومو را به قتل رساند و قلعه را به پسر برادرش نوبوناگا که از مدت‌ها قبل قلعه را به محاصره درآورده بودند واگذار کرد؛ و باعث پیروزی نوبوناگا در این نبرد شد. به عنوان پاداش قلعه ناگویا که تا بحال اقامتگاه نوبوناگا بود، به وی واگذار شد اما چند ماه بعد و در هفتم ژانویه ۱۵۵۶ در داخل قلعه ناگویا به دست یکی از ملازم خود، ساکای ماگوهاچیرو به قتل رسید.